# Nagydorog
Nagydorog nagyközség Tolna vármegye Paksi járásában.

## Fekvése
Tolna vármegye északi felén fekszik, Pakstól 20 kilométerre nyugatra, Cecétől 18 kilométerre délre.
A közvetlenül határos települések: észak felől Bikács, északkelet felől Györköny, délkelet felől Pusztahencse, dél-délkelet felől Tengelic, dél-délnyugat felől Kajdacs, nyugat felől pedig Sárszentlőrinc.

### Megközelítése
Áthalad rajta a Szekszárdot Székesfehérvárral összekötő 63-as főút és a Paks-Pusztahencse-Sárszentlőrinc]] közti 6232-es út, ezek révén közúton könnyen elérhető az említett települések mindegyike felől. Györkönnyel a 6236-os út kapcsolja össze; országos közútként számozódik még a központjában, mint öt számjegyű mellékút, a 62 902-es út is; ez az alig 200 méter hosszú útszakasz a 63-as főútból tér ki és a Kossuth tér háromszög alakú parkját határolja nyugat felől.
A MÁV 46-os számú Sárbogárd–Bátaszék-vasútvonala a település nyugati részén halad el, Nagydorog vasútállomás közúti megközelítését a 6232-es útból kiágazó 62 315-ös út biztosítja.

## Története
A település első írásos említése 1397-ből származik. Zsigmond király ekkor adta a Kanizsai családnak a simontornyai várat és a hozzátartozó birtokokat, melyek közt Dorog is megtalálható. Később, a 15. század folyamán a falu a Garay család tulajdona lett, majd a török időkben többször cserélt gazdát. Ez idő alatt rövid ideig el is néptelenedett. A 16. század közepétől erős református közösség szerveződött Sztárai Mihály kezdeményezésére. Mária Terézia uralkodása alatt iskola épült Györkönyben. 1777-től a Széchényi család tulajdonába került a település. A család kastélyt, víztornyot, malmot, villanytelepet, szeszgyárat épített. 1883-ban épült meg a vasútvonal, mely bekapcsolta a községet a vasúti közlekedésbe.

## Közélete

### Polgármesterei
- 1990–1994: Dr. Heidecker Péter (független)[3]
- 1994–1998: Pinczési László (független)[4]
- 1998–2002: Pinczési László (független)[5]
- 2002–2006: Dobri István (független)[6]
- 2006–2010: Dobri István (független)[7]
- 2010–2014: Veres Imre (független)[8]
- 2014–2019: Kovács György (független)[9]
- 2019–2024: Borbélyné Töttösi Ágnes (független)[10]
- 2024– : Borbélyné Töttösi Ágnes (független)[1]

## Népesség
A település népességének változása:
| Lakosok száma | 2591 | 2584 | 2576 | 2467 | 2456 | 2462 | 2445 |
|               | 2013 | 2014 | 2015 | 2021 | 2022 | 2023 | 2024 |

A 2011-es népszámlálás során a lakosok 91,8%-a magyarnak, 8% cigánynak, 0,2% horvátnak, 3,4% németnek, 0,7% románnak, 0,2% szerbnek mondta magát (8,1% nem nyilatkozott; a kettős identitások miatt a végösszeg nagyobb lehet 100%-nál). A vallási megoszlás a következő volt: római katolikus 38,5%, református 26,5%, evangélikus 4,7%, felekezeten kívüli 9,4% (14,1% nem nyilatkozott).
2022-ben a lakosság 92,4%-a vallotta magát magyarnak, 3,9% cigánynak, 1,9% németnek, 0,2% románnak, 0,2% szlováknak, 0,1-0,1% szerbnek, görögnek, és horvátnak, 0,9% egyéb, nem hazai nemzetiségűnek (7,6% nem nyilatkozott; a kettős identitások miatt a végösszeg nagyobb lehet 100%-nál). Vallásuk szerint 27,6% volt római katolikus, 20,4% református, 4,7% evangélikus, 7,2% egyéb keresztény, 1,1% egyéb katolikus, 10,6% felekezeten kívüli (28,3% nem válaszolt).

## Nevezetességei
- Falumúzeum
- Banai erdő, benne a Banai tó
- Kalap- és Sipkamúzeum

Stockinger Artúr 20 évig – 1974-től 1994-ig – volt Nagydorog plébánosa. Szenvedélyes sapka- és kalapgyűjtő volt; az ő hagyatéka a több mint száz darabos, s a világ számos országából származó darabokból álló gyűjtemény. Nemcsak gyűjtötte ezeket a kalapokat, de alkalomadtán hordta is őket.
- Szenes-legelő
- Református templom (1774)
- Római katolikus templom (1934)
- Széchenyi-kastély (1891/92)

A kastély 1821-ben került Széchényi Lajos (István testvére) tulajdonába, majd a 19. század végén - 20. század elején átalakították.
- Víztorony (1891)

Népi ételek: pacsa, prósza, lakodalmi kujcsos.
Programok:
- Búcsú: augusztus 20.

## Ismert emberek, akik Nagydoroghoz kötődnek
- Bajcsay Mária (1946–) színésznő
- Bánky Viktor (1899–1967) operatőr, filmrendező (Bánky Vilma testvére)
- Bánky Vilma (1901–1991) némafilmszínész
- Benedek Mihály (1784–1821) református püspök, prédikátor, főjegyző[13]
- Kopré József (1919–2000) író, költő, tanár

## Községünk gasztronómiája a médiában
- Ízőrzők

Az Ízőrzők film készítésének kulisszatitkai:  
Nagydorogon forgatott az Ízőrzők c. műsor stábja
- Gasztromegye - Nagydorog

## Nagydorog anno - érdekességek az elmúlt évtizedekből
- Nagydorogi Általános Iskola és Gimnázium. A 60-as és 70-es években az általános iskolának nappali és esti gimnáziumi osztályai is működtek.
- A Paksi úton mezőgazdasági szeszgyár működött a SZOV (Szeszipari Országos Vállalat) tagjaként. Elsősorban gabonából, időnként bakonyi burgonyából főztek 96 %-os tisztaszeszt.
- A dohánybeváltó és fermentáló üzemet a népnyelv "magazin"-nak hívta. A bejárati kapuja mellett volt a község első ártézi kútja.
- A 70-es években az Új Barázda Mgtsz saját termelésű dohányleveleit önállóan szárította.
- A jelentős mennyiségű dohánytermelés miatt a községben önálló pénzügyőrségi kirendeltség (pénzügyőri szakasz) is működött (A szovjet hősi emlékművel szemben).

## Képgaléria

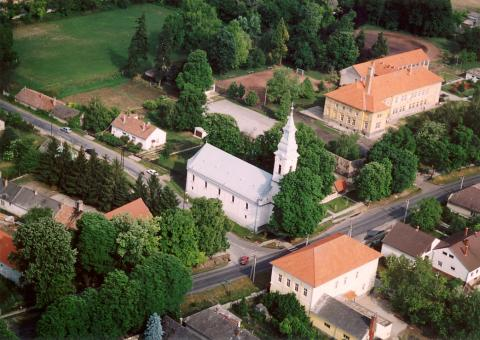
Légifotó a település központjáról
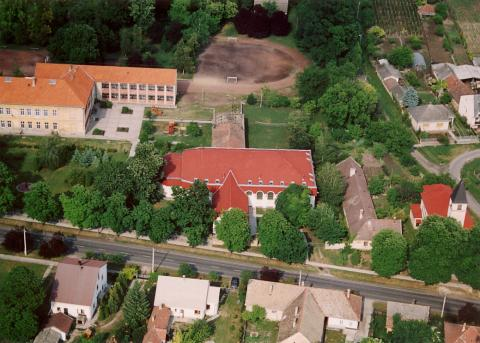
Légifotó a település központjáról
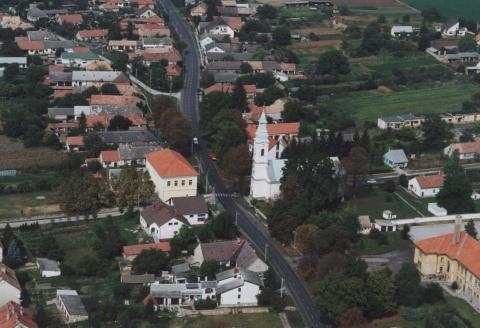
Légifotó a település központjáról
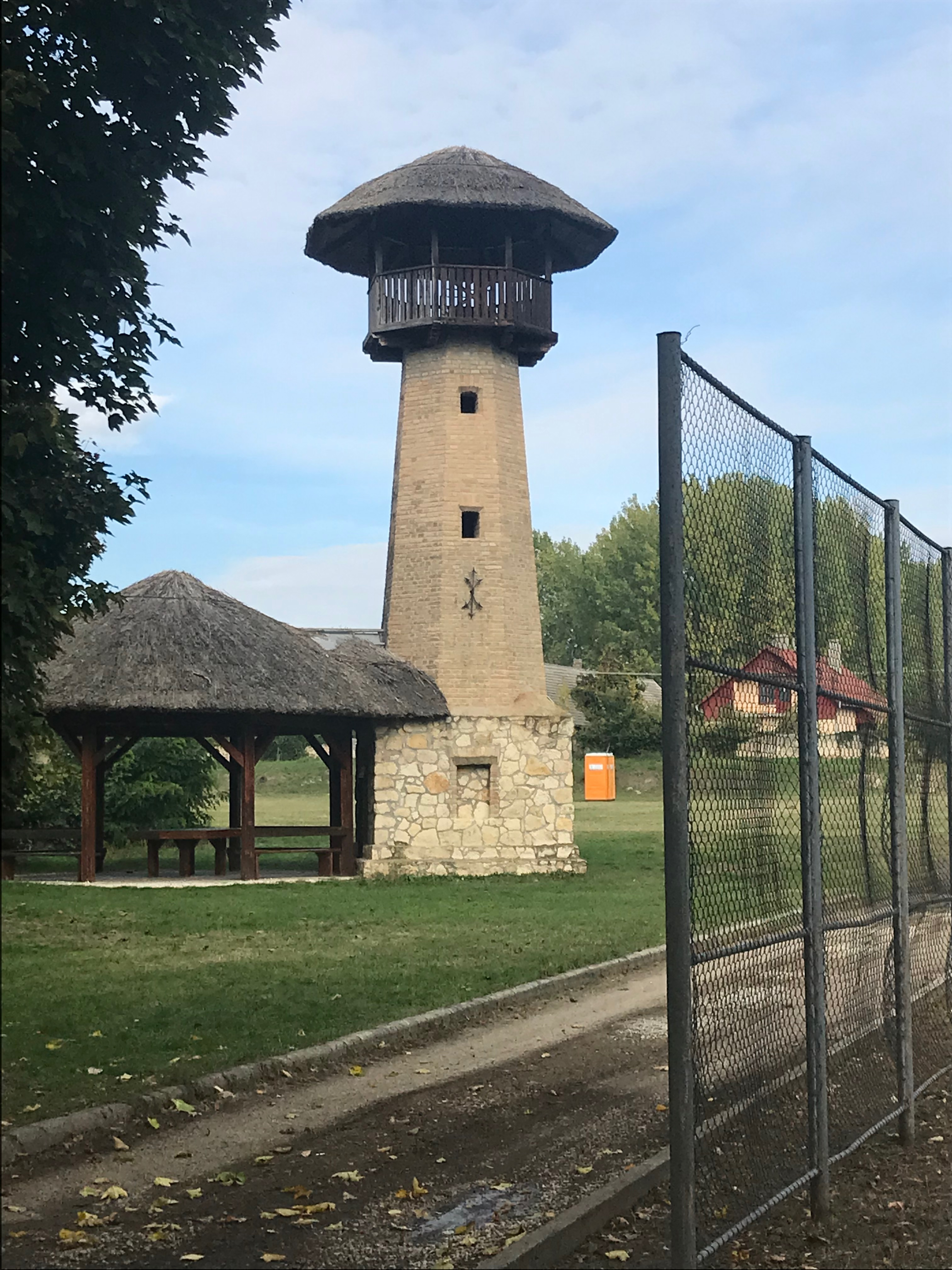
Víztorony
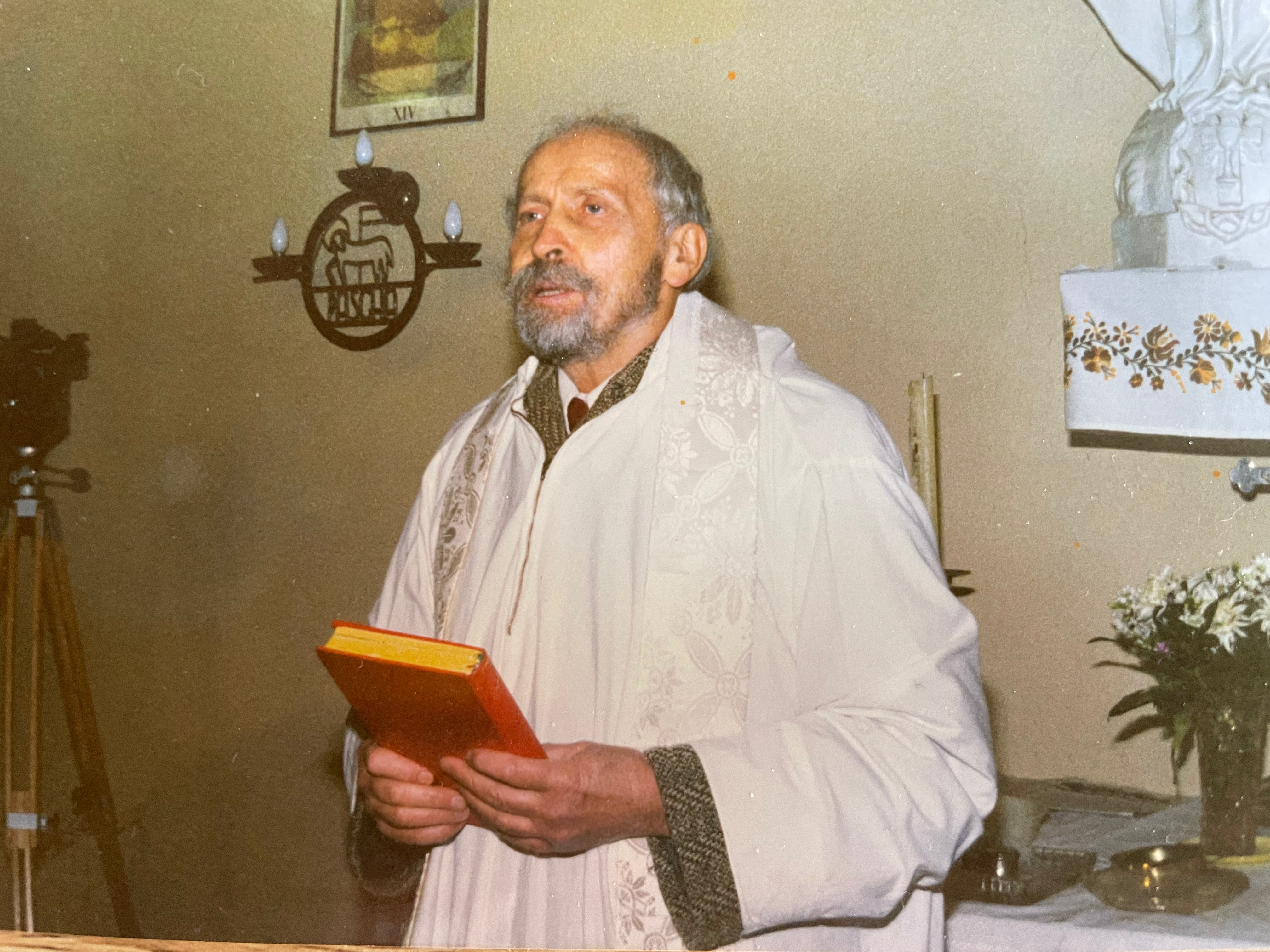
Stockinger Artúr, a település 1974–1994 közti plébánosa